# Ricky Warwick
Ricky Warwick (* 11. července 1966, Newtownards, hrabství Down, Severní Irsko) je irský zpěvák, kytarista a frontman skupiny The Almighty. Od roku 2010 je členem hard rockové skupiny Thin Lizzy.